# Eduard Reguera i Andreu
Eduard Reguera i Andreu (Barcelona, 13 d'octubre de 1891 - Barcelona, 20 de desembre de 1977) fou un futbolista català de la dècada de 1920.

## Trajectòria
La seva carrera transcorregué durant la dècada de 1920 entre el FC Espanya, de 1910 a 1914, i el FC Barcelona, fins 1920. En total guanyà entre ambdós clubs cinc Campionats de Catalunya (1913, 1914, 1916, 1919, 1920) i una Copa d'Espanya (1920). Amb el Barcelona disputà 194 partits amb i marcà 2 gols. Fou objecte d'un homenatge al camp del carrer Indústria el 19 d'octubre de 1919, juntament amb el porter Lluís Bru.
Jugà diverses vegades amb la selecció catalana. Durant els anys vint fou entrenador a les categories inferiors del Barça i segon entrenador del primer equip, a més d'impulsor de l'escola de futbol del club.

## Palmarès
FC Espanya
- Campionat de Catalunya de futbol:
  - 1913, 1914

FC Barcelona
- Campionat de Catalunya de futbol:
  - 1916, 1919, 1920
- Copa espanyola:
  - 1920